# Jarema Kawaciw
Jarema Wołodymyrowycz Kawaciw, ukr. Ярема Володимирович Каваців (ur. 10 lutego 1986 we wsi Jabłonówka w obwodzie lwowskim) – ukraiński piłkarz, grający na pozycji obrońcy.

## Kariera piłkarska

### Kariera klubowa
Wychowanek Szkoły Kultury Fizycznej (UFK) we Lwowie. W 2003 rozpoczął karierę piłkarską w Rawie Rawa Ruska, a po 2 sezonach podpisał 3-letni kontrakt z Metałurhiem Zaporoże. 10 czerwca 2007 roku debiutował w Wyższej lidze w meczu z FK Charków. W czerwcu 2008 został zaproszony do FK Lwów, któremu pomógł awansować do Premier-lihi. W marcu 2009 rozegrał 3 mecze w składzie drużyny rezerw Metałurha Donieck, a już 24 marca 2009 debiutował w składzie ormiańskiego Bananca Erywań. 31 sierpnia 2009 podpisał kontrakt z Illicziwcem Mariupol. W 2010 występował w krymskim klubie Feniks-Illiczoweć Kalinine, a na początku 2011 wrócił do FK Lwów. Latem 2011 ponownie został piłkarzem ormiańskiego Bananca Erywań. Wiosną 2012 zasilił skład Desny Czernihów. Latem 2015 przeszedł do Zirki Kirowohrad. 8 grudnia 2016 opuścił Zirkę.